# Ajeé Wilson
Ajeé Leneé Wilson (Filadelfia, 8 de mayo de 1994) es una deportista estadounidense que compite en atletismo, especialista en las carreras de mediofondo.
Ganó dos medallas de bronce en el Campeonato Mundial de Atletismo, en los años 2017 y 2019, y tres medallas en el Campeonato Mundial de Atletismo en Pista Cubierta entre los años 2016 y 2022.

## Palmarés internacional
| Campeonato Mundial                   | Campeonato Mundial        | Campeonato Mundial | Campeonato Mundial |
| Año                                  | Lugar                     | Medalla            | Prueba             |
| ------------------------------------ | ------------------------- | ------------------ | ------------------ |
| 2017                                 | Londres (Reino Unido)     | Medalla de bronce  | 800 m              |
| 2019                                 | Doha (Catar)              | Medalla de bronce  | 800 m              |
| Campeonato Mundial en Pista Cubierta |                           |                    |                    |
| Año                                  | Lugar                     | Medalla            | Prueba             |
| 2016                                 | Portland (Estados Unidos) | Medalla de plata   | 800 m              |
| 2018                                 | Birmingham (Reino Unido)  | Medalla de plata   | 800 m              |
| 2022                                 | Belgrado (Serbia)         | Medalla de oro     | 800 m              |